# Landwirtschaftliches Hauptfest

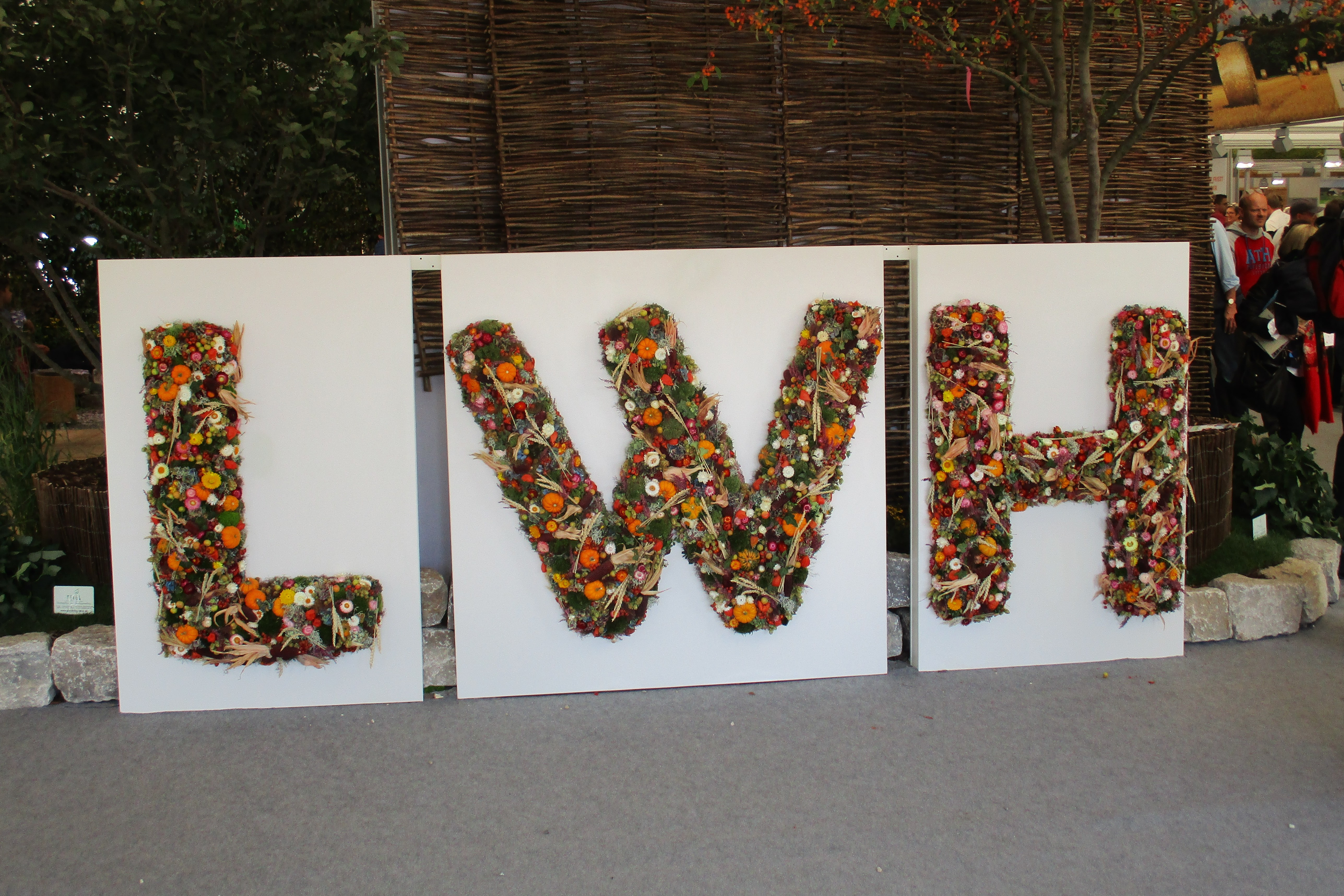
Schriftzug des Landwirtschaftlichen Hauptfests 2018

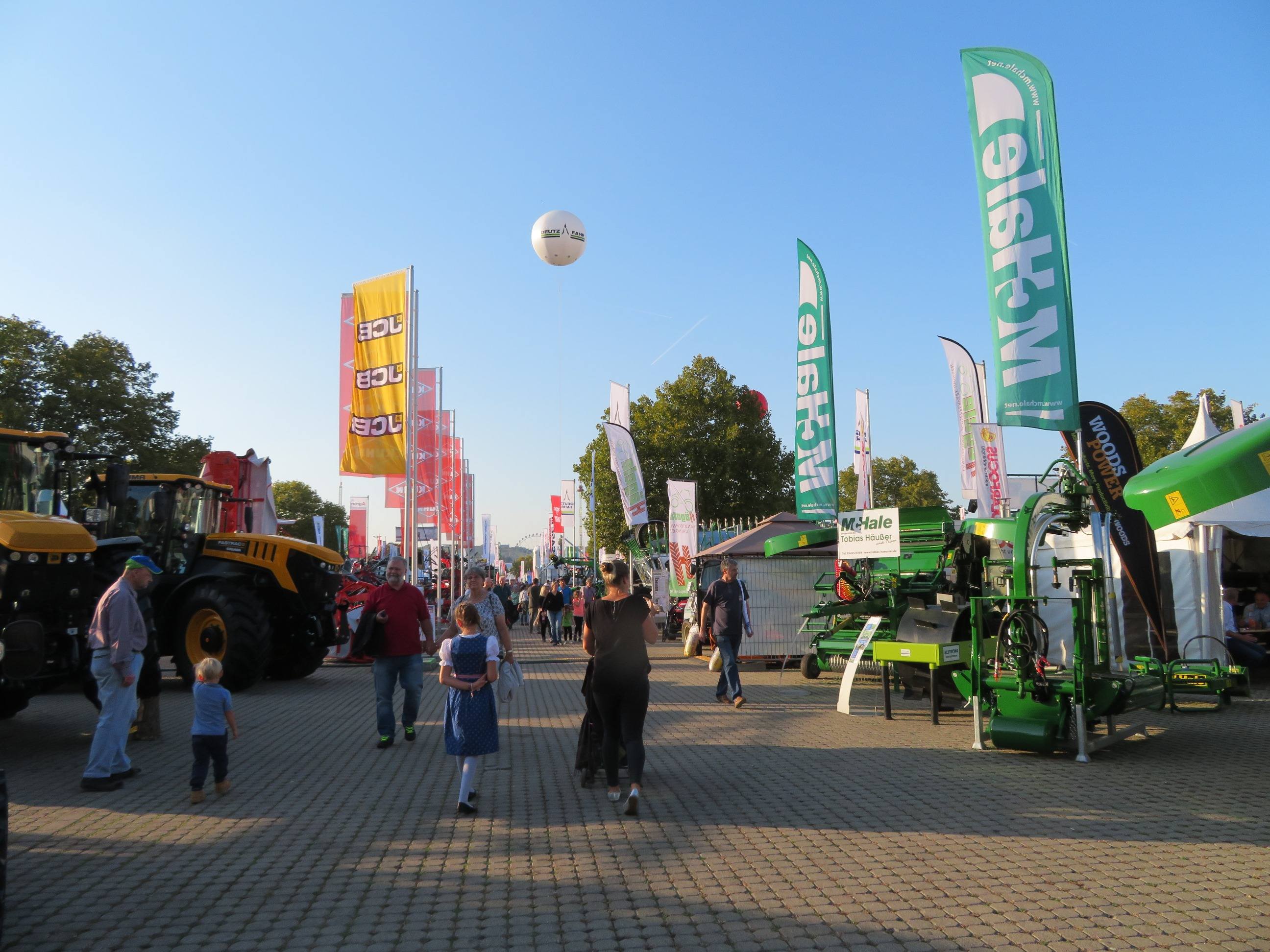
Auf dem Landwirtschaftlichen Hauptfest 2018

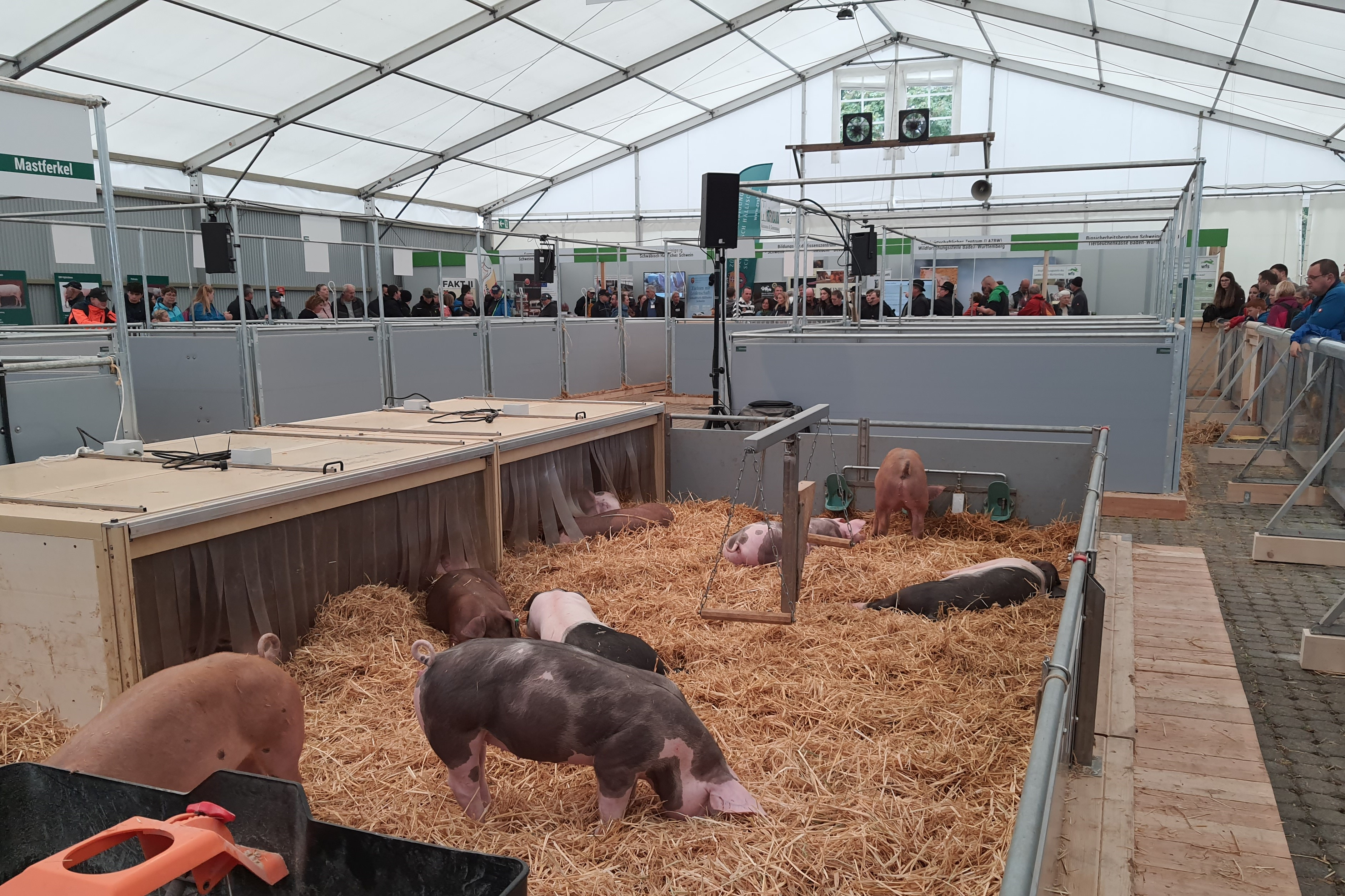
Ausgestellte Schweine auf dem LWH 2022

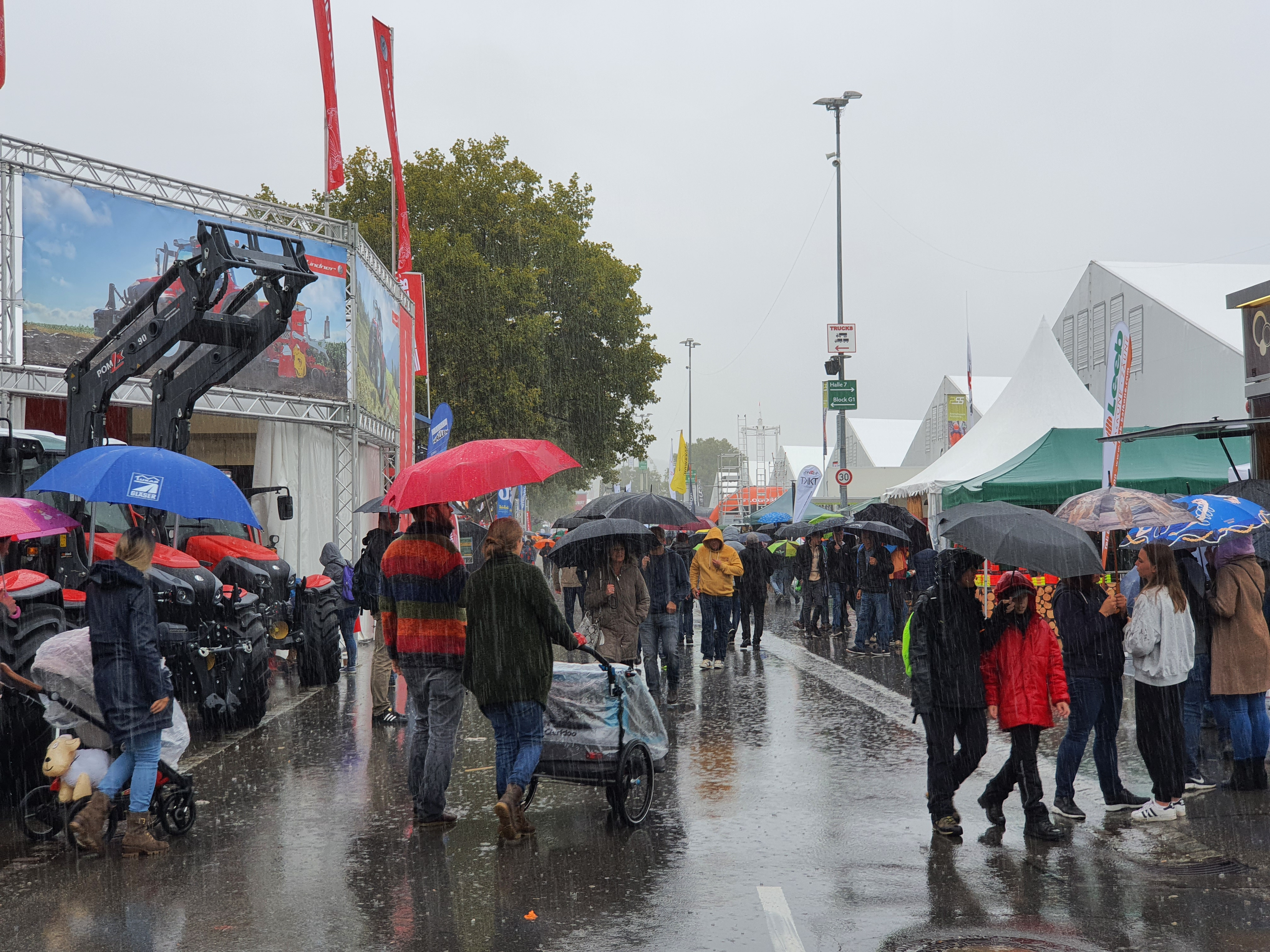
Das Landwirtschaftliche Hauptfest 2022

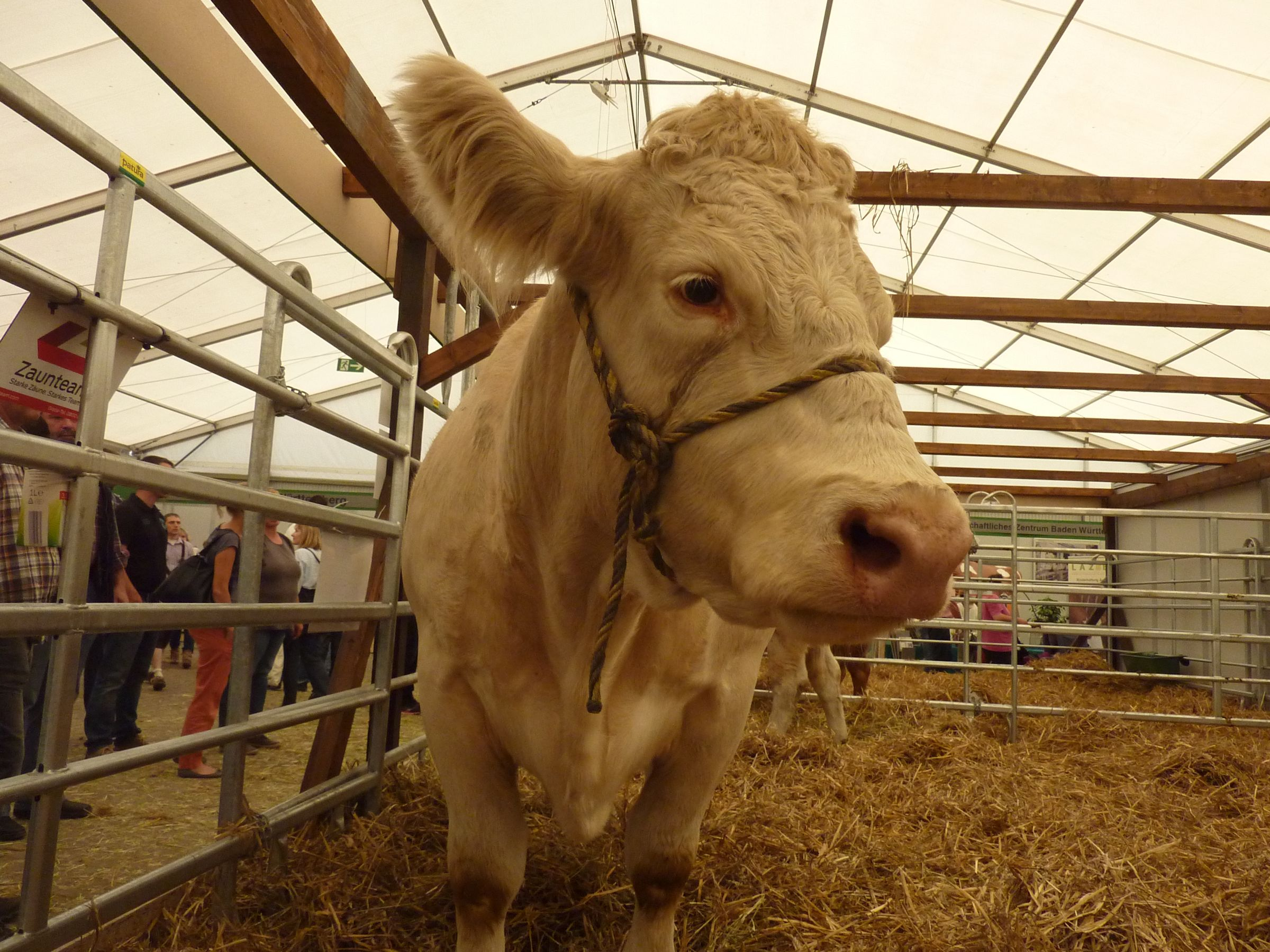
Ausgestelltes Charolais-Rind auf dem LWH 2014

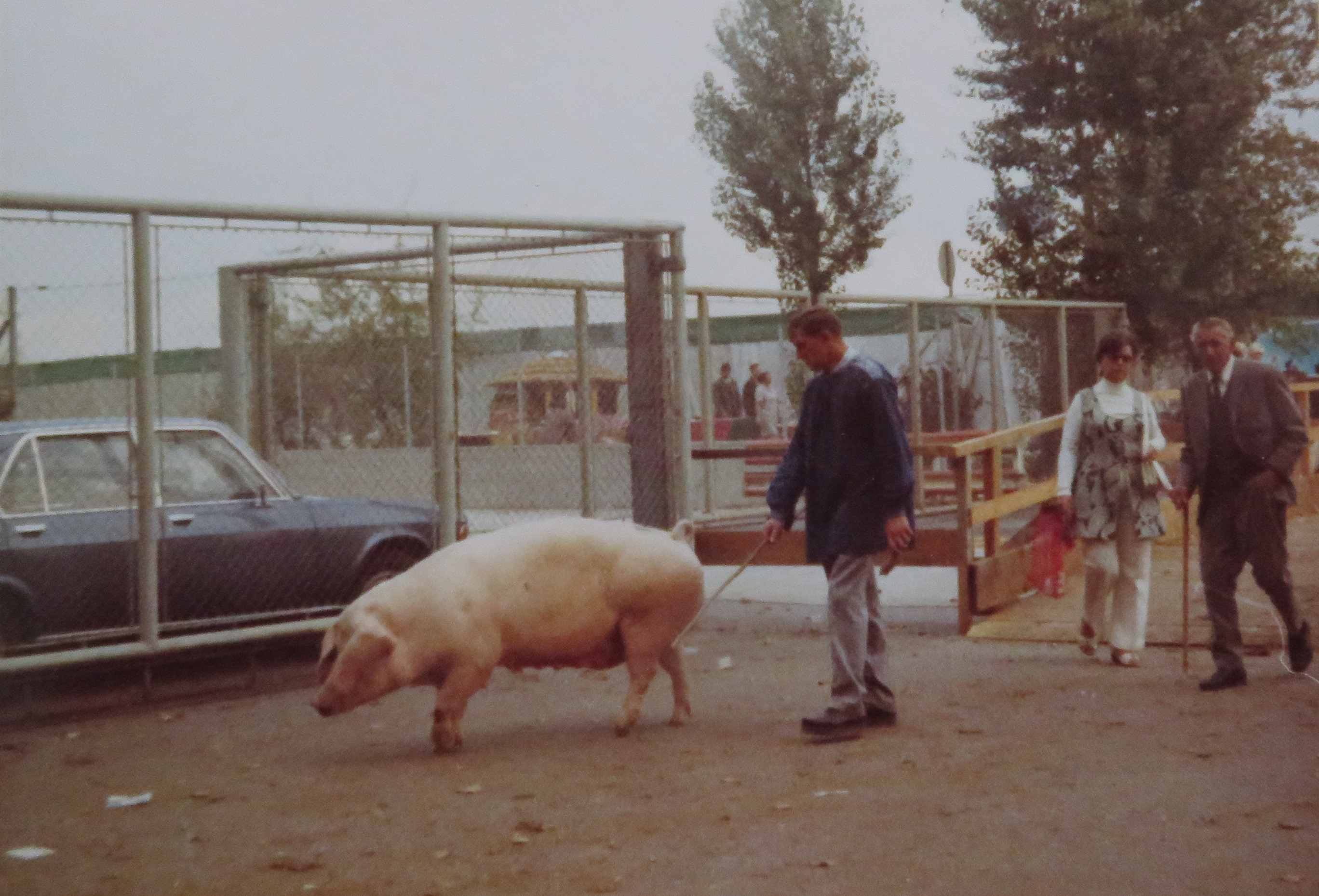
Das Landwirtschaftliche Hauptfest 1971

Das Landwirtschaftliche Hauptfest (kurz LWH) ist eine Landwirtschaftsmesse, die alle vier Jahre auf dem Cannstatter Wasen, jeweils in der ersten Woche des Cannstatter Volksfestes, stattfindet. Dabei werden auf einem etwa 130.000 m² großen Gelände, im Außenbereich und in Messehallen bzw. Tierzelten, landwirtschaftliche Maschinen, verschiedene Nutztiere sowie Produkte und Dienstleistungen rund um die Landwirtschaft präsentiert. Außerdem stellen sich die nahen Landkreise, das Land Baden-Württemberg sowie regionale Unternehmen und Erzeuger mit Bezug zur Landwirtschaft vor.
Veranstalter ist der Landesbauernverband in Baden-Württemberg e. V. unterstützt vom Ministerium für Ernährung, Ländlichen Raum und Verbraucherschutz Baden-Württemberg.
Das nächste Landwirtschaftliche Hauptfest soll im Herbst 2026 stattfinden. Das LWH wird regelmäßig von etwa 150–200.000 Menschen besucht.

## Geschichte
Württemberg litt im frühen 19. Jahrhundert unter einer Teuerung und Hungersnöten, die auf Naturkatastrophen zurückzuführen waren. Außerdem wurden regelmäßig fremde Truppen mit Getreide beliefert, was die Not im Land noch verschärfte. Besonders kritisch war die Lage in den Jahren 1811 sowie 1815 und 1816, dem Jahr ohne Sommer.
Nachdem Wilhelm I. am 30. Oktober 1816 die Regierung angetreten hatte, begann er die Landwirtschaft in Württemberg zu fördern, um der Missstände Herr zu werden. Bereits im November 1816 regelte er den Getreidehandel neu. Von staatlicher Seite wurde Getreide aus dem Ausland gekauft und zu billigeren Preisen im Inland wieder verkauft. Im Sommer 1817 wurde eine Bestandsaufnahme aller Vorräte durchgeführt. Im selben Jahr wurde ein Wohltätigkeitsverein für Notleidende eingerichtet, ebenso die Freiwillige Hilfskasse. Die Bauern in Württemberg wurden durch verschiedene königliche Edikte entlastet: Die persönliche Leibeigenschaft wurde entschädigungslos abgeschafft, aus Erblehen wurden freie Zinsgüter, Feudalleistungen wurden abgelöst. Auf der Denkendorf wurde eine Bildungsanstalt für junge Landwirte etabliert. Am 30. Juni des Jahres 1817 wurde die Centralstelle des Landwirthschaftlichen Vereins gegründet. Sie sollte als staatliche Oberbehörde für die landwirtschaftlichen Vereine fungieren und Träger und Ausrichter eines landwirtschaftlichen Festes werden. Zu den ersten Vereinen, die gegründet wurden, gehörte der Verein zur Belebung und Verbreitung der landwirtschaftlichen Industrie. Meist wurde er nur als „Landwirtschaftlicher Verein“ bezeichnet. Für die besten Produkte der Landesviehzucht wurden Preise gestiftet. Außerdem wurde auch das Landwirtschaftliche Fest in Cannstatt gestiftet.
1818 folgte die Gründung der Württembergischen Sparkasse sowie die Etablierung der Staatlichen Armenkommission. Am 25. März 1818 wurden die Preisaufgaben der Zentralstelle des Landwirtschaftlichen Vereins bekanntgegeben. Königin Katharina gründete eine Stiftung, aus deren Mitteln künftig Industrie- und Kulturpreise für technisch-mechanische, technisch-chemische und landwirtschaftliche Neuerungen finanziert werden sollten. Am 26. Mai 1818 wurde bekanntgegeben, dass künftig alljährlich am 28. September ein landwirtschaftliches Fest abgehalten werden sollte, bei dem Vieh prämiert werden sollte, Pferderennen, ein Viehmarkt und ein Volksfest abgehalten werden sollten. Königin Katharina stiftete im Juli 1818 zwei Preise zur Förderung der Zucht von Obstbäumen. Wenige Wochen später wurde bekanntgegeben, dass auf der Domäne Hohenheim das Landwirtschaftliche Institut eingerichtet werden sollte, das als Versuchs- und Unterrichtsanstalt geführt werden sollte. Johann Nepomuk Schwerz eröffnete dieses Institut am 20. November 1818. Aus der Einrichtung wurde im Jahr 1847 eine Akademie und 1904 eine Landwirtschaftliche Hochschule. 1967 wurde sie in den Rang einer Universität erhoben. Die Professoren am Landwirtschaftlichen Institut arbeiteten auch im Landwirtschaftlichen Verein, schrieben an dessen Correspondenzblatt mit und beteiligten sich auch an der Durchführung des Landwirtschaftlichen Hauptfests.
Etwa 30000 Besucher kamen am 28. September 1818 zum ersten Landwirtschaftlichen Hauptfest. Vermutlich ab 1837 gab es auf dem Fest auch Festzelte. Der erste Wirt, der ein solches aufstellte, war wahrscheinlich der Cannstatter Ochsenwirt. Dieser Herr Kübler bot neben Wein auch Ulmer Lagerbier in seinem Zelt an.
1841 wurde das 25-jährige Regierungsjubileum Wilhelms I. gefeiert, unter anderem mit einem besonderen Festzug. Auf der Ausstellung von Hohenheimer Pflügen auf dem Landwirtschaftlichen Hauptfest war der sogenannte Goldene Pflug zu sehen. Ab 1846 konnten die Festbesucher mit der Eisenbahn anreisen. Sie feierten nun bereits drei Tage lang.
1851 fiel das Fest einem Hochwasser zum Opfer. Nachdem die Zelte weggeschwemmt worden waren, musste die Feier ausfallen. Im Jahr 1857 fand das sogenannte Kaisertreffen auf dem Fest statt. Napoleon III., König Wilhelm I. und der Zar Alexander II. trafen sich auf dem Cannstatter Wasen.
Ferdinand von Steinbeis führte 1858 eine Neuerung ein: Im Kursaal wurde parallel zum Fest eine Fortschrittsausstellung gezeigt. Damit nahm die württembergische Veredelungsindustrie ihren Anfang. Wenige Jahre später, 1860, zeigte die Mannheimer Traktorenfabrik Lanz im Kursaal ihre Produkte. Im Jahr darauf feierte man den 80. Geburtstag des Königs, 1862 konnten die Aussteller und Händler ihr Vieh kostenlos mit der Eisenbahn befördern und 1869 wurde eine Maschinenausstellung auf dem Fest gezeigt. Die Centralstelle des Landwirthschaftlichen Vereins veranstaltete 1877 eine Ausstellung im Großen Kursaal, die parallel mit dem Fest stattfand, 1878 wurde das Fest um eine Landes-Rindviehausstellung ergänzt, 1880 um eine Obstbauausstellung. Im späten 19. Jahrhundert begann man das Landwirtschaftliche Hauptfest vom Cannstatter Volksfest zu trennen. So fand 1890 nur ein dreitägiges Volksfest, kombiniert mit einer Kreis-Rindvieh-Ausstellung, statt. 1903 gab es eine Sonderausstellung mit dem Thema „Landwirtschaftliches Bauwesen“.
Nachdem 1905 Cannstatt nach Stuttgart eingemeindet worden war, konnte der Festplatz verbessert werden. Da in diesem Jahr in München eine landwirtschaftliche Ausstellung stattfand, wurde aber nur eine Militär-Brieftaubenausstellung organisiert. 1907 vergrößerte man das Volksfest und organisierte diverse Pferderennen in verschiedenen Klassen. 1908 wurde das Fest mit der Wanderausstellung der Deutschen Landwirtschafts-Gesellschaft zusammengelegt. 1911 fand nach mehrjähriger Pause wieder ein Bauernrennen und ein Galopprennen für schwere Gebrauchspferde statt. 150 Jahre Fuhrwesen wurden im Rahmen eines Corsos gefeiert. Das letzte Hauptfest und Volksfest des Königreichs Württemberg fand 1913 statt.

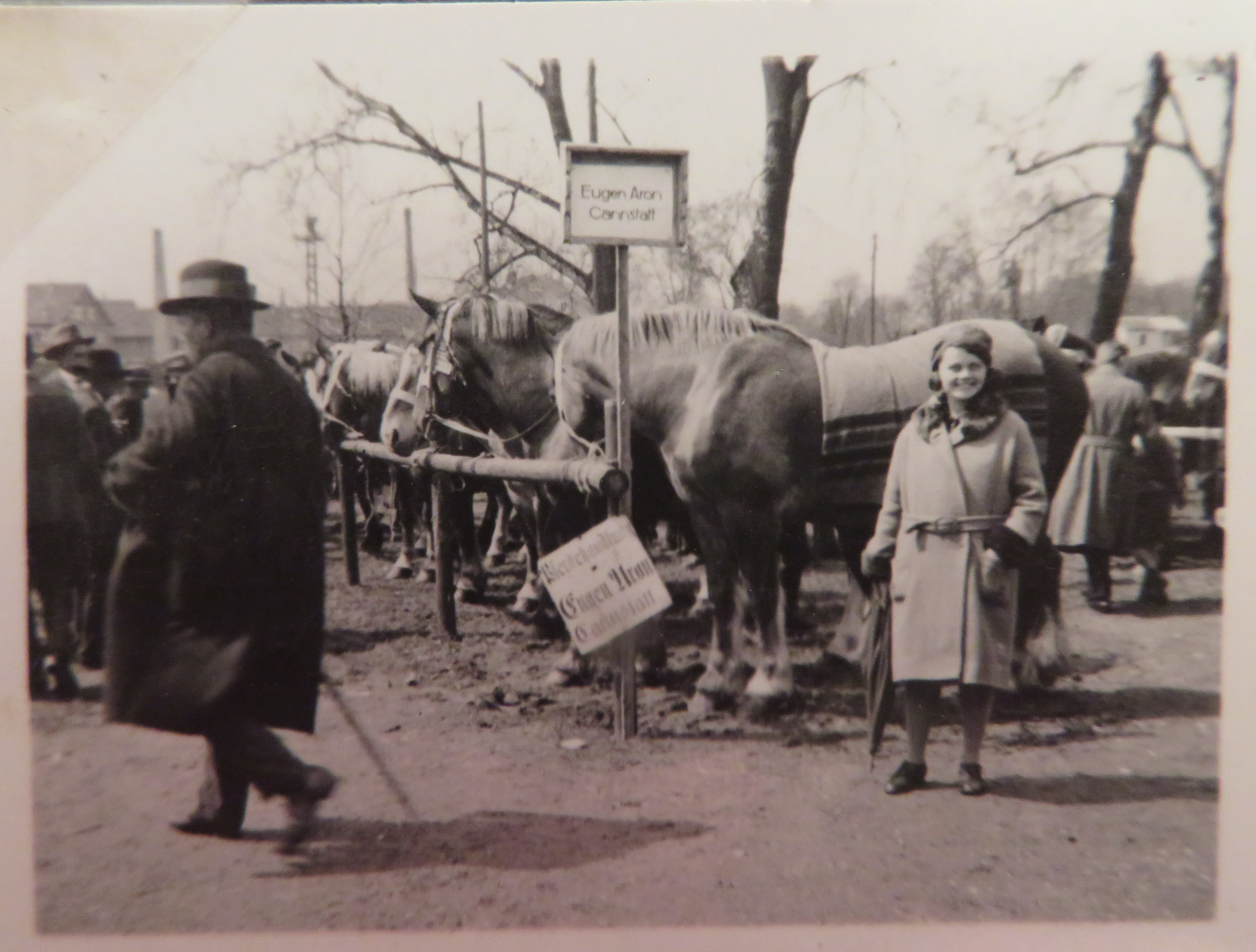
Angebote des Pferdehändlers Eugen Aron in Cannstatt in der Zwischenkriegszeit

Nach kriegsbedingter mehrjähriger Pause wurde 1924 wieder ein Volksfest gefeiert. Die landwirtschaftliche Ausstellung hatte nur einen geringen Umfang; präsentiert wurde ein Schaugarten der württembergischen Baumschulenbesitzer. 1925 legte man das Fest wieder mit der Wanderausstellung der DLG zusammen und 1927 veranstaltete man einen Volksfestumzug, der als der erste „richtige“ bezeichnet wurde. Im Jahr 1930 lautete das Motto der landwirtschaftlichen Ausstellung „Kampf um den Absatzmarkt“, während das Volksfest unter dem Motto „Vergiß Deine Sorgen“ stand. Neben der Industrie- und Gewerbeausstellung wurde auch eine Landes-Milchschau durchgeführt.
Die Wurstbratereien, die 1931 auf dem Festplatz zu Gast waren, galten als Zeichen der Not. Neben einem Reitturnier wurde in diesem Jahr ein angeblich 500 Jahre altes riesiges Krokodil mit 30 lebenden Jungen zur Schau gestellt. Im Jahr darauf wurden ein präparierter Wal und ein sechsbeiniges Kalb gezeigt, ferner waren angebliche Menschenfresser auf dem Wasen zu sehen und ein lebender Herr sollte in einen lebenden Gockel verwandelt werden.
In der Nachkriegszeit wurden im Rahmen des Festes wieder Turniere durchgeführt, so 1952 ein Reit- und Fahrturnier und 1953 ein Reit- und Springturnier. Ein wirkliches Landwirtschaftliches Hauptfest wurde nach dem Zweiten Weltkrieg erst wieder 1954 veranstaltet. 1957 wurde bereits eine verwirrende Mannigfaltigkeit der ausgestellten Produkte gepriesen, 1959 eröffnete Oberbürgermeister Arnulf Klett das Fest, auf dem auch die Württembergischen Reitmeisterschaften ausgetragen wurden, mit der Erklärung, das Cannstatter Volksfest sei der „kategorische Imperativ der Freude“ und der Wasen sei „der Nabel der Welt“. 1960 erschien Theodor Heuss als Ehrengast auf dem Landwirtschaftlichen Hauptfest, auf dem wiederum ein Reit- und Fahrturnier stattfand. 1963 wurde die Europäische Wirtschaftsgemeinschaft auf dem Hauptfest thematisiert und ein Radrennen um den Großen Preis des Landwirtschaftlichen Hauptfestes veranstaltet. Die Ausstellung „1000-jährige Wengerter“ im Jahr 1964 wurde von den Ehrengästen Fritz Ulrich und Emilie Daimler besucht. Ab 1965 sollte das Landwirtschaftliche Hauptfest in dreijährigen Abständen gefeiert werden, dafür sollte aber jeweils eine große landwirtschaftliche Fachausstellung damit verbunden sein. 1968 wurden nicht nur Bullen und Eber, sondern auch Pferde im Rahmen des Fests versteigert. Die 150. Wiederkehr des Cannstatter Volksfests wurde gefeiert. 1971 führte die Verbraucherzentrale die Aktion „Voller Bierkrug“ auf dem Fest durch. Wiederum wurden Jungbullen und Eber versteigert. Das Fest im Jahr 1974 fiel aus, erst 1977 wurde wieder gefeiert, diesmal in Verbindung mit der Tagung der Europäischen Vereinigung der Fleckviehzüchter. 
Ab 1980 gestaltete man das Programm des Festes nach Schwerpunkttagen. In diesem Jahr wurde außerdem die Bullenparade ins Programm aufgenommen. Ab 1983 wurden die Siegerlisten für die Wettbewerbe mit EDV erstellt. 1986 zähte man 220000 Besucher auf dem Landwirtschaftlichen Hauptfest. Die Bauern des Landes waren nicht nur 1986 im Motto des Festes vertreten, sondern auch bei den nachfolgenden Festen. 1992 feierte man 40 Jahre Baden-Württemberg mit einer besonderen Rinderschau, 1995 fand im Cannstatter Stadtmuseum eine Ausstellung mit dem Titel Das Volksfest in der Werbung seit seiner Gründung 1818 statt. Das Landwirtschaftliche Hauptfest dieses Jahres brach mit 244.000 Besuchern die bisherigen Rekorde. König Wilhelm I. und seine Ehefrau Katharina wurden im Rahmen einer Kranzniederlegung geehrt.
2010 gab es im Rahmen des Landwirtschaftlichen Hauptfestes eine Sonderausstellung zum Thema „Erneuerbare Energien“ und eine „Sonderschau Pferd“. 2014 wurde ein sogenannter Innovationsstall gezeigt; dass in diesem Jahr das Haupt- und Landgestüt Marbach sein 500-jähriges Bestehen feierte, schlug sich besonders im Schauprogramm nieder. 2018 traten die Marbacher Pferde und Reiter zum Teil in gemeinschaftlichen Vorführungen mit einer Reiterstaffel der Polizei auf.

## Ausstellung
Viele Anbieter zeigen ihre Produkte und Dienstleistungen rund um die Landwirtschaft, wie Landtechnik, Hightech für Anbau und Ernte, Lagerhaltung, Kühltechnik und Viehhaltung sowie Präsentationen und Informationen zum Thema.
Das Ausstellungsgelände ist 130.000 m² groß, dabei belegen die acht Messehallen und sechs Tierzelte 19.000 m² und das Freigelände 34.000 m². Es werden regelmäßig über 600 Tiere ausgestellt.
Die Veranstaltung ist für gewöhnlich täglich von 9:00 bis 18:00 Uhr geöffnet.

## Sonstiges
Das Landwirtschaftliche Hauptfest dauert neun Tage (erste Volksfest-Woche) und kostet im Unterschied zum Volksfest Eintritt. Seit dem Hauptfest 2006 ist der Rhythmus der Ausrichtung geändert: Die Veranstaltung fand vorher alle drei Jahre statt, nun alle vier.
Präsidenten und Funktionäre des Landesbauernverbandes in Baden-Württemberg eröffnen das LWH mit einer Festansprache. Ausrichter der Messe ist die in.Stuttgart Veranstaltungsgesellschaft.